# Don Donahue
Pour les articles homonymes, voir Donahue.
Donald Richard Donahue, né le 18 mai 1942 et mort le 27 octobre 2010 était un éditeur de comics underground. Il fonde une société nommée Apex Novelties, une des premières à publier de tels comics dans les années 1960.
Donahue a publié de nombreux comics importants de ce mouvement comme la première série de Zap Comix et d'autres comics de  Robert Crumb (Your Hytone Comics en 1971 et Black and White Comics en 1973). Parmi les autres artistes associés à Apex Novelties se trouvent S. Clay Wilson, Jay Lynch, Victor Moscoso, Art Spiegelman, Rory Hayes, Spain Rodriguez, Rick Griffin, Michael McMillan, Kim Deitch, Shary Flenniken, Justin Green et Gilbert Shelton. En 1974, Donahue et Susan Goodrick la corresponsable d'Apex publient  The Apex Treasury of Underground Comics, un des premiers recueils de comics underground.

## Biographie
À San Francisco en 1968, Donahue échange  son lecteur de cassettes hi-fi au poète Charles Plymell pour publier le premier numéro de  Zap Comix de  Robert Crumb sur la presse à imprimer de Plymell. Donahue plus tard rachète l'équipement et fonde Apex Novelties.
D'abord installé à Hayes Valley avec Rip Off Press une autre maison d'édition de comics undergroundDonahue déménage à Mission District après un incendie.
En 1960, Donahue aide Gary Arlington à recruter des auteurs pour l'anthologie San Francisco Comic Book qu'il aide aussi à éditer.

En 1970, Susan Goodrick devient l'associée de Donahue dans Apex Novelties,, et reste dans la société jusqu'en 1978.
Apex Novelties publie l'essentiel de ses comix de 1968 à 1974. À part Zap, Snatch Comics et Mr. Natural (copublié avec San Francisco Comic Book Company), tous les titres sont des one-shots.
Donahue et Goodrick coéditent The Apex Treasury of Underground Comics en 1974. Cette anthologie de 192 pages reprend des travaux, pas nécessairement déjà édité par Apex Novelty, de Robert Crumb, Kim Deitch, Shary Flenniken, Justin Green, Bill Griffith, Bobby London, Jay Lynch, Willy Murphy, Spain Rodriguez, Gilbert Shelton et Art Spiegelman,. Le livre est réédité en 1981 par Quick Fox avec The Best of Bijou Funnies publié à l'origine en 1975.
Au milieu des années 1970, la société est connue pour publier du matériel de mouvements radicaux y compris l'armée de libération symbionaise (connue pour l'enlèvement de Patty Hearst). En 1979, le dernier comics publié par Donahue est Best Buy Comics de Crumb.
Au début des années 1980, Donahue déménage à Berkeley où il est l'un des principaux vendeurs de produits liés aux comix.
Compagnon de l'autrice Dori Seda, Donahue hérite des droits sur les œuvres de celle-ci après sa mort en 1988 et édite Dori Stories, une anthologie de ses comics publiée par Last Gasp en 1999.
Donahue meurt d'un cancer le 27 octobre 2010 à Berkeley, après plusieurs années de lutte contre l'alcoolisme .

## Comics publiés
- Ace Hole, Midget Detective (1974) de Art Spiegelman
- Best Buy Comics (février 1979) constitué surtout de bandes dessinées de Crumb publiées précédemment dans CoEvolution Quarterly
- Black and White Comics (juin 1973) — R. Crumb
- Cunt Comics (1969) — Rory Hayes
- Four Sketchbooks and a Table of Useful Information (1973) de Art Spiegelman, Bill Griffith, Spain Rodriguez, et Justin Green
- Funny Aminals (1972) anthologie éditée par Terry Zwigoff avec des bandes dessinées de Crumb, Lynch, Green, Flenniken, Michael McMillan, Bill Griffith et Spiegelman (dont l'histoire de 3 pages Maus, fut le point de départ de Maus)
- Jiz (1969)  de R. Crumb, Lynch, Spain, Hayes, S. Clay Wilson et Victor Moscoso
- King Bee (1969) de S. Clay Wilson essentiellement et Crumb, Moscoso, Rick Griffin, Jeremy Marks et Peter Max
- Left-Field Funnies (1972)
- The Life and Loves of Cleopatra (1969) de Harry Driggs
- Mr. Natural (2 numéros en 1970–1971) de R. Crumb
- Snatch Comics (3 numéros, 1968–1969) de R. Crumb et S. Clay Wilson
- Terminal Comics (1971) de Michael McMillan
- Your Hytone Comics (Février 1971) de R. Crumb
- Zap Comix (4 numéros 1968) de R. Crumb, Wilson, Moscoso, Spain, Griffin, Shelton et Robert Williams